# Carl Gussenbauer

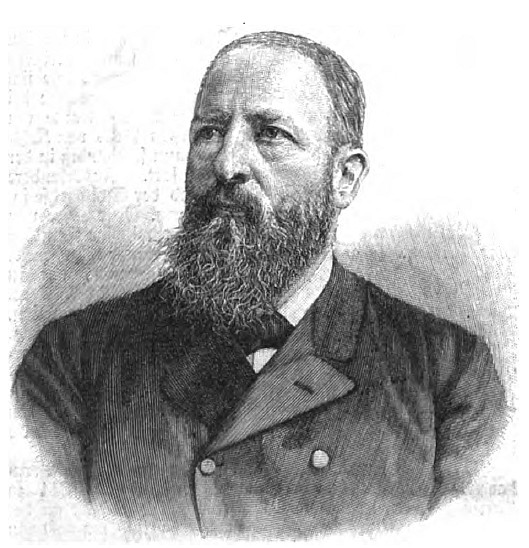
Carl Gussenbauer, 1896

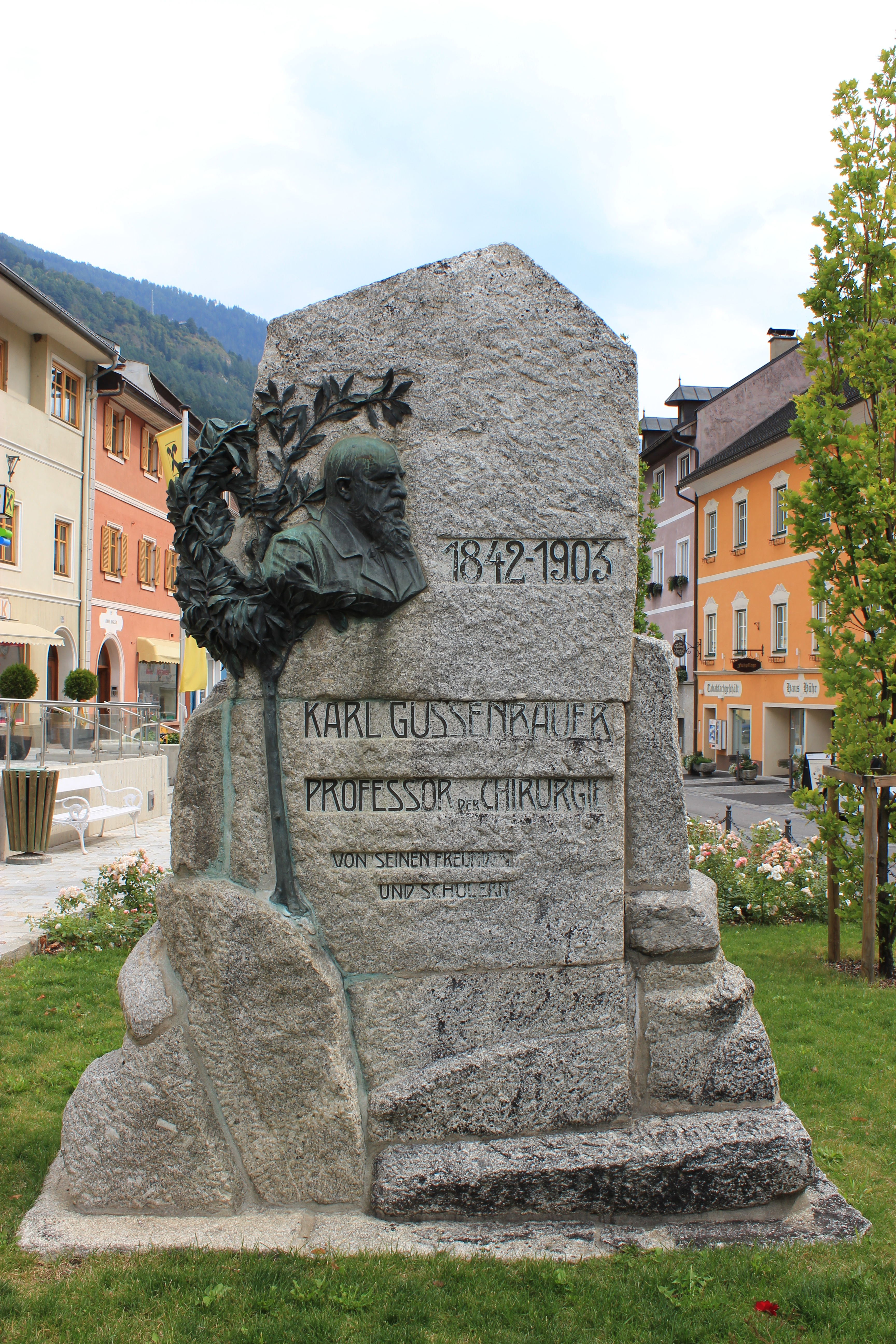
Gussenbauerdenkmal in Obervellach

Carl Ignatz Gussenbauer (auch Karl Ignatz Gussenbauer; * 30. Oktober 1842 in Obervellach; † 19. Juni 1903 in Wien) war ein österreichischer Chirurg.
Gussenbauer war Professor der Chirurgie in Lüttich, Prag und Wien. Eine Berufung nach Würzburg 1877 lehnte er wahrscheinlich ab. Mit Alexander von Winiwarter erforschte er um 1874 tierexperimentell und an Leichen die Möglichkeiten zur operativen Entfernung des Magenpförtners (Pylorusresektion). Wie zuvor schon Jean-François Reybard gehörte er zu den ersten, die das von Dickdarmkrebs befallende Kolon resezierten. Mit der Einnähung einer Pankreaszyste in die Bauchwand führte er 1882 erstmals eine Marsupialisation aus und begründete damit die Pankreaschirurgie. Im Jahr 1888 wurde er zum Mitglied der Leopoldina gewählt. Ab 1894 leitete er als Nachfolger von Theodor Billroth die II. Chirurgische Universitätsklinik. 1902/1903 war er Rektor der Universität Wien.

## Ehrungen
Im Jahr 1910 wurde die Gussenbauergasse im 9. Wiener Gemeindebezirk Alsergrund, 1937 eine gleichnamige in Klagenfurt  nach ihm benannt.
Ebenfalls 1910 wurde im Geburtsort Gussenbauers, in Obervellach, ein von der Bildhauerin Josefine Christen geschaffenes Denkmal aufgestellt.

## Schriften (Auswahl)
- mit Alexander von Winiwarter: Die partielle Magenresektion; eine experimentelle operative Studie. In: Archiv für Klinische Chirurgie. Band 19, 1876, S. 347 f.
- Ein Fall von partieller Resektion des Colon descendens zum Zwecke einer Geschwulstexstirpation. In: Verhandlungen der Deutschen Gesellschaft für Chirurgie. Band 2, 1878, S. 79 ff.
- Die traumatischen Verletzungen. Ferdinand Enke, Stuttgart 1880.
- Über die Entwicklung der secundären Lymphdrüsengeschwülste. In: Prager Zeitschrift für Heilkunde. Band 2, 1881, S. 17 ff.
- Ueber Nervendehnung. Vortrag, geh. in der zu Prag abgehaltenen Generalversammlung des Centralvereines der Deutschen Ärzte in Böhmen am 16. December 1881. In: Prager medizinische Wochenschrift. 1/2, 1882.
- Sephthämie, Pyohämie und Pyo-Sephthämie. Ferdinand Enke, Stuttgart 1882.
- Anschauungen über Gehirnfunktionen. Inaugurationsrede von Karl Gussenbauer. Braumüller, Wien 1902.